# Vapnö socken
Vapnö socken i Halland ingick i Halmstads härad, ingår sedan 1974 i Halmstads kommun i Hallands län och motsvarar från 2016 Vapnö distrikt.
Socknens areal är 18,29 kvadratkilometer allt land. År 2000 fanns här 260 invånare. Vapnö kyrka ligger i socknen. 

## Administrativ historik
Vapnö socken har medeltida ursprung.
Vid kommunreformen 1862 övergick socknens ansvar för de kyrkliga frågorna till Vapnö församling och för de borgerliga frågorna till Vapnö landskommun.  Denna senare inkorporerades 1952 i Söndrums landskommun som sedan 1974 uppgick i Halmstads kommun. Församlingen uppgick 2006 i Söndrum-Vapnö församling.
1 januari 2016 inrättades distriktet Vapnö, med samma omfattning som församlingen hade 1999/2000.  
Socknen har tillhört fögderier och domsagor enligt Halmstads härad. De indelta båtsmännen tillhörde Södra Hallands första båtsmanskompani.

## Geografi
Vapnö socken ligger nordväst om Halmstad med Nyårsåsen i norr. Socknen är bördig slättbygd.
En sätesgård var Vapnö slott.

## Fornlämningar
Från bronsåldern finns ett stort gravröse. En runristning är noterad vid herrgården.

## Namnet
Namnet (1312 Vacnö, 1314 Wapnöghe) kommer från troligtvis från en gård som legat närmare kyrkan än dagens herrgård. Förleden är vakn, 'vapen' med oklar tolkning. Efterleden hög , 'gravhög' eller 'naturlig upphöjning'.

## Befolkningsutveckling
| Befolkningsutvecklingen i Vapnö socken 1750–1990                                                        | Befolkningsutvecklingen i Vapnö socken 1750–1990 | Befolkningsutvecklingen i Vapnö socken 1750–1990 | Befolkningsutvecklingen i Vapnö socken 1750–1990 | Befolkningsutvecklingen i Vapnö socken 1750–1990 |
| --- | ------------------------------------------------ | ------------------------------------------------ | ------------------------------------------------ | ------------------------------------------------ |
| |                                                  |                                                  |                                                  |                                                  |
| År |                                                  |                                                  | Folkmängd                                        |                                                  |
| 1750 | 1750                                             |                                                  | 331                                              |                                                  |
| 1760 | 1760                                             |                                                  | 307                                              |                                                  |
| 1769 | 1769                                             |                                                  | 370                                              |                                                  |
| 1810 | 1810                                             |                                                  | 390                                              |                                                  |
| 1820 | 1820                                             |                                                  | 421                                              |                                                  |
| 1830 | 1830                                             |                                                  | 465                                              |                                                  |
| 1840 | 1840                                             |                                                  | 512                                              |                                                  |
| 1850 | 1850                                             |                                                  | 546                                              |                                                  |
| 1860 | 1860                                             |                                                  | 435                                              |                                                  |
| 1870 | 1870                                             |                                                  | 642                                              |                                                  |
| 1880 | 1880                                             |                                                  | 961                                              |                                                  |
| 1890 | 1890                                             |                                                  | 843                                              |                                                  |
| 1900 | 1900                                             |                                                  | 721                                              |                                                  |
| 1910 | 1910                                             |                                                  | 710                                              |                                                  |
| 1920 | 1920                                             |                                                  | 716                                              |                                                  |
| 1930 | 1930                                             |                                                  | 709                                              |                                                  |
| 1940 | 1940                                             |                                                  | 558                                              |                                                  |
| 1950 | 1950                                             |                                                  | 395                                              |                                                  |
| 1960 | 1960                                             |                                                  | 395                                              |                                                  |
| 1970 | 1970                                             |                                                  | 272                                              |                                                  |
| 1980 | 1980                                             |                                                  | 222                                              |                                                  |
| 1990 | 1990                                             |                                                  | 222                                              |                                                  |
| Anm: Källor: Umeå universitet - Tabellverket 1749-1859, Demografiska databasen, CEDAR, Umeå universitet |                                                  |                                                  |                                                  |                                                  |